# Frank Gruber
Pour les articles homonymes, voir Gruber.
Œuvres principales
- Monnaie de singe (1940)

Frank Gruber (Elmer (en), Minnesota, 2 février 1904 - Santa Monica, Californie, 9 décembre 1969) est un scénariste et un écrivain américain de roman policier et de westerns.

## Biographie
Né sur une ferme du Minnesota, il y apprend le travail à la dure. Après son service militaire (1920-1921), il exerce divers petits emplois : liftier, garçon d'étage, maçon, commis... En 1927, il rédige des articles pour de petits journaux locaux ou agricoles. Victime de la Grande Dépression, il se retrouve au chômage en 1932. En accord avec sa femme, celle-ci retourne chez ses parents, alors qu'il déménage seul à New York pour tenter de placer des nouvelles policières et westerns dans des pulps. Ses débuts sont difficiles, l'obligeant parfois à des travaux alimentaires, mais il parvient à se tailler une place et devient un des auteurs les mieux payés du milieu.
En 1939, il publie coup sur coup son premier roman western Peace Marshall et son premier roman policier humoristique Monnaie de singe (The French Key). Dans ce dernier apparaissent Johnny Fletcher et Sam Cragg, deux détectives amateurs peu orthodoxes, gaffeurs, sans le sou et resquilleurs, héros récurrents d'une dizaine d'aventures et d'une poignée de nouvelles. Les pitreries des deux personnages, qui évoquent à l'occasion Laurel et Hardy, aux prises avec les situations les plus échevelées, n'empêchent pas les romans de la série d'offrir une structure narrative solide et des solutions aux énigmes qui font appel à des connaissances historiques ou à des références littéraires de haut vol.
Frank Grubber crée en parallèle d'autres séries plus éphémères, dont celle du détective privé et bibliophile Simon Lash ou des détectives Otis Beagle et Joe Peel. Réservé à une série de quinze nouvelles pour la plupart publiées dans Black Mask, Oliver Quade est par ailleurs un détective singulier, dont la prodigieuse mémoire photographique fait de lui une véritable encyclopédie ambulante.
Pendant la Seconde Guerre mondiale, Frank Gruber, tout en poursuivant une production soutenue de nouvelles et de romans, devient également scénariste de films policiers et de western pour la Paramount Pictures et d'autres studios de Hollywood.

## Œuvre

### Romans

#### SérieJohnny Fletcher et Sam Cragg
- The French Key (1940) Publié en français sous le titre Monnaie de singe, Genève, Ditis, coll. « Détective-club Suisse » no 97, 1953 ; réédition, Paris, Ditis, coll. « Détective Club » no 66, 1953 ; réédition, Paris, Ditis, coll. « La Chouette » no 110, 1958 ; réédition, Paris, J'ai lu, coll. « Policier » no 51, 1966 ; réédition, Paris, Librairie des Champs-Élysées, coll. « Pulp serie » no 12, 1999  (ISBN 2-7024-9343-2)
- The Hungry Dog ou The Hungry Dogs Murders (1941) Publié en français sous le titre Sam Cragg hérite, Paris, Nicholson et Watson, coll. « La Tour de Londres » no 40, 1949 ; réédition, Paris, J'ai lu, coll. « Policier » no 92, 1969
- The Navy Colt (1941) Publié en français sous le titre 9 millimètres, Paris, Nicholson et Watson, coll. « La Tour de Londres » no 20, 1948
- The Talking Clock (1941) Publié en français sous le titre La fortune vient à 4 heures, Paris, Nicholson et Watson, coll. « La Tour de Londres » no 23, 1948 ; réédition, Paris, J'ai lu, coll. « Policier » no 97, 1969
- The Gift Horse (1942) Publié en français sous le titre Un joli coco, Genève, Ditis, coll. « Détective-club Suisse » no 101, 1954 ; réédition, Paris, Ditis, coll. « Détective Club » no 74, 1954 ; réédition, Paris, J'ai lu, coll. « Policier » no 71, 1968
- The Mighty Blockhead ou The Corpse Moved Upstairs (1942) Publié en français sous le titre Le Cadavre qui se déplace, Paris, Presses de la Cité, coll. « Un Mystère », 2e série, no 156, 1971 ; réédition, Paris, Presses de la Cité, coll. « Punch » no 71, 1974
- The Silver Tombstone (1945) Publié en français sous le titre Une drôle de mine, Genève, Ditis, coll. « Détective-club Suisse » no 93, 1953 ; réédition, Paris, Ditis, coll. « Détective Club » no 62, 1953 ; réédition, Paris, J'ai lu, coll. « Policier » no 48, 1966
- The Honest Dealer (1947) Publié en français sous le titre Cent mille dollars, Genève, Ditis, coll. « Détective-club Suisse » no 80, 1952 ; réédition, Paris, Ditis, coll. « Détective Club » no 49, 1952 ; réédition, Paris, Ditis, coll. « La Chouette » no 130, 1959 ; réédition, Paris, J'ai lu, coll. « Policier » no 81, 1959
- The Whispering Master (1947) Publié en français sous le titre Change de disque, Paris, Nicholson et Watson, coll. « La Tour de Londres » no 39, 1949
- The Scarlet Feather ou The Gamecock Murder (1948) Publié en français sous le titre La Plume écarlate, Genève, Ditis, coll. « Détective-club Suisse » no 88, 1952 ; réédition, Paris, Ditis, coll. « Détective Club » no 57, 1952 ; réédition, Paris, Ditis, coll. « La Chouette » no 151, 1959 ; réédition, Paris, J'ai lu, coll. « Policier » no 59, 1967
- The Leather Duke ou A Job of Murder (1949)
- The Limping Goose (1954)
- Swing Low Swing Dead (1964) Publié en français sous le titre La Chansonnette, Paris, Gallimard, coll. « Série noire » no 985, 1965

#### SérieSimon Lash
- Simon Lash, Private Detective (1941) Publié en français sous le titre Simon Lash, détective, Paris, Presses de la Cité, coll. « Un Mystère », 2e série, no 53, 1970
- The Buffalo Box (1942)
- Murder '97 (1948)

#### SérieOtis Beagle et Joe Peel
- The Silver Jackass (1941), signé Charles K. Boston
- Beagle Scented Murder ou Market for Murder (1946) Publié en français sous le titre Renseignements confidentiels, Paris, Nicholson et Watson, coll. « La Tour de Londres » no 26, 1948
- The Lonesome Badger ou Mood for Murder (1954) Publié en français sous le titre La Dernière Danse, Paris, Presses de la Cité, coll. « Un Mystère », 2e série, no 45, 1970 ; réédition, Paris, Presses de la Cité, coll. « Punch » no 130, 1974

#### Autres romans
- Peace Marshall (1939)
- The Last Doorbell (1941), signé John K. Vedder Publié en français et signé Frank Gruber sous le titre Le Courrier des dindons, Paris, Librairie des Champs-Élysées, coll. « Le Masque » no 1579, 1979
- The Lock and the Key ou Run Thief Run ou To Tough to Die (1948) Publié en français sous le titre La Serrure et la Clé, Genève, Ditis, coll. « Détective Club Suisse » no 85, 1952 ; réédition, Paris, Ditis, coll. « Détective Club » no 54, 1952 ; réédition, Paris, Ditis, coll. « La Chouette » no 82, 1958
- Quantrell's Raiders (1952)
- Rebel Road ou Outlaw (1953)
- The Highway Man (1956)
- Twenty Plus Two (1961) Publié en français sous le titre Mécomptes de Fay, Paris, Presses de la Cité, coll. « Un Mystère » no 641, 1962 ; réédition, Paris, Presses de la Cité, coll. « Classiques du roman policier » no 17, 1980
- Bridge of Sand (1963) Publié en français sous le titre Le Pont de sable, Paris, Presses de la Cité, 1964 ; réédition, Paris, Presses de la Cité, coll. « Un Mystère », 2e série, no 35, 1969
- The Spanish Prisoner (1969) Publié en français sous le titre Le Prisonnier espagnol, Paris, Presses de la Cité, coll. « Un Mystère », 2e série no 62, 1970 ; réédition, Paris, Presses de la Cité, coll. « Punch » no 129, 1970
- Wanted ! (1971) Publié en français et signé Frank Gruber sous le titre La Bande du Missouri, Paris, Librairie des Champs-Élysées, coll. « Le Masque-Western » no 101, 1974

### Recueils de nouvelles

#### SérieJohnny Fletcher et Sam Cragg
- The Laughing Fox (1940) Publié en français sous le titre Chester Erb a disparu, Paris, Nicholson et Watson, coll. « La Tour de Londres » no 31, 1949 ; réédition, Paris, J'ai lu, coll. « Policier » no 100, 1969 ; réédition, Paris, Librairie des Champs-Élysées, coll. « Pulp serie » no 16, 1999  (ISBN 2-7024-9353-X)

#### SérieOliver Quade
- Brass Knuckles (1966), recueil regroupant toutes les nouvelles précédemment parues de cette série (voir infra)

### Nouvelles

#### SérieJohnny Fletcher et Sam Cragg
- The Sad Serbian ou 1000-to-1 for Your Money (1939), nouvelle avec Sam Cragg seul Publié en français sous le titre Crédit à long terme, Paris, Opta, Mystère Magazine no 92, septembre 1955 ; réédition, Paris, Opta, L'Anthologie du Mystère no 7, septembre 1965
- The Jungle Shawl (1948)
- Murder at the Race Track (1955) Publié en français sous le titre Meurtre au champ de courses, Paris, Fayard, Le Saint détective magazine no 35, 1958

#### SérieOliver Quade
- Brass Knuckles (1936)
- Death at the Main (1936)
- Murder on Midway (1937)
- Pictures of Death (1937)
- Ask Me Another (1937)
- Trailer Town (1937)
- Rain, the Killer (1937)
- Death on Eagle's Crag (1937) Publié en français sous le titre Un aigle entre les dents, Paris, Opta, Mystère Magazine no 241, février 1968; réédition dans la même traduction sous le titre La Mort au Pic de l'aigle, dans Détective de choc, tome 2 : La Bigorne, Paris, Gallimard, coll. « Série noire » no 1262, 1968
- Dog Show Murder (1938) Publié en français sous le titre Un coup de chien, Paris, N.M.P.P., Ici Police no 3, novembre 1951
- Death Sits Down (1938)
- Forced Landing (1938) Publié en français sous le titre Atterrissage forcé, Paris, N.M.P.P., Ici Police no 9, octobre 1952
- State Fair Murder (1939)
- Funny Man (1939)
- Oliver Quade at the Races (1939)
- Words and Music (1940)

#### Autres nouvelles policières
- Wooden Nails (1933)
- Master of Fear (1934)
- The Coffin That Went to Sea (1935)
- Vault of Victory (1936)
- Mat Menace (1936)
- Mat Malice (1937)
- Too Smart to Live (1937)
- Candid Witness (1937) Publié en français sous le titre Témoin oculaire, Paris, Opta, Mystère Magazine no 118, novembre 1957
- Educated Eyes (1937)
- The Raw Deal ; Crime Sotory a la Black Mask ou Honesty is My Motto (1937) Publié en français sous le titre Une affaire vraiment honnête, Paris, Opta, Mystère Magazine no 193, février 1964
- Hen House Homicide (1937)
- If I Can Ever Forget (1938) Publié en français sous le titre S'il m'est permis d'oublier, Amiens, Encrage, Pulps no 5, 1988
- Racket Toll (1938)
- Innocent Bystander ou You Can’t Crack a Modern Safe (1938) Publié en français sous le titre Un coffre à percer, Paris, Opta, Mystère Magazine no 124, mai 1958
- The Ring and the Finger ou Cat and Mouse (1938) Publié en français sous le titre Envoyez la soudure !, Paris, Opta, Mystère Magazine no 99, mars 1956
- Death Comes Home (1938)
- Tough Guy (1938)
- Skip Murder (1939)
- No Bullets Today (1939)
- Duplicate Death (1939)
- Death’s Understudy (1940)
- The Dead Don’t Sue (1940)
- The Happy Hungarian (1940)
- The Talking Clock (1940)
- The Murder Gun (1941)
- Death on Post #7 (1941)
- The Old Tin Box (1941)

#### Nouvelles westerns
- Range Law (1936)
- The Maverick Wolfer (1936)
- Holster Headlines (1937)
- Ozark Outlaws (1937)
- This Outlaw Business (1938)
- Winner Gets All (1938)
- Escape (1938)
- Surrender (1938)
- A Shotgun, a Badge—And a Man! (1938)
- The Marshal of Broken Lance (1938)
- The Road to Nowhere (1938)
- Tax on Romance (1938)
- Scarlet Range (1938)
- Under Quantrell’s Black Flag (1938)
- Guerrilla Range (1939)
- The Man from Missouri (1939)
- Rope for Rustlers (1939)
- Assassin (1939)
- King Copper (1939)
- Young Sam Began to Roam (1940)
- Ride No More (1940)
- Vigilante Collar (1940)
- The Deserter (1940)
- The Killer (1940)
- Whiplash (1941)
- Johnny Mystery (1941)
- Death Enlists (1941)
- The Fifth Comanche (1941)
- Death Rides the Plains (1942)
- The Gift Horse (1942)
- The Outlaw (1942)
- The Professor (1945)
- Smoky Road (1945)
- Whispering Master (1947)
- Eagle in His Mouth (1967)
- The Bounty Hunters (1968)
- The Broken Lance (1948)
- Attila’s Assassin (1956)
- Town Tamer (1957)
- The Store (1969)

#### Nouvelles de science-fiction
- The Gold Cup ou The Golden Chalice (1940)
- The Book of Death (1941)
- The Gun ou The Dragoon Pistol (1942) Publié en français sous le titre Le Revolver d'ordonnance, Paris, Opta, Mystère Magazine no 77, juin 1954
- The Thirteenth Floor (1949) Publié en français sous le titre Le Treizième Étage, Paris, Fiction no 25, 1955
- Piece of Eight (1955) Publié en français sous le titre Sortilège à Las Vegas, Paris, Fiction no 36, 1956

### Mémoires
- Pulp Jungle (1967) Publié en français sous le titre Pulp Jungle : mémoires d'un auteur de polars américain, Amiens, Éditions Encrage, coll. « Travaux » no 4, 1989

## Filmographie
Ne sont listés ci-dessous que les histoires et scénarios originaux ou adaptés par Gruber pour des longs métrages :
- 1943 : Du sang sur la neige (Northern Pursuit) de Raoul Walsh
- 1944 : Le Masque de Dimitrios (The Mask of Dimitrios) de Jean Negulesco
- 1945 : Johnny Angel de Edwin L. Marin
- 1946 : Le Train de la mort (Terror by Night) de Roy William Neill
- 1946 : The French Key (en) de Walter Colmes (en)
- 1946 : La Clef (Dressed to Kill) de Roy William Neill
- 1946 : In Old Sacramento de Joseph Kane
- 1946 : Accomplice (en) de Walter Colmes (en)
- 1947 : Bulldog Drummond at Bay (en) de Sidney Salkow
- 1948 : The Challenge (en) de Jean Yarbrough
- 1949 : L'Homme de Kansas City (Fighting Man of the Plains) d'Edwin L. Marin
- 1950 : La Piste des caribous (The Cariboo Trail) d'Edwin L. Marin
- 1951 : Les Rebelles du Missouri (The Great Missouri Raid) de Gordon Douglas
- 1951 : The Texas Rangers (en) de Phil Karlson
- 1951 : Les Sentiers de l'enfer (Warpath) de Byron Haskin
- 1951 : La Ville d'argent (Silver City) de Byron Haskin
- 1952 : Les Flèches brûlées (Flaming Feather) de Ray Enright
- 1952 : Les Rivaux du rail (Denver and Rio Grande) de Byron Haskin
- 1952 : Maître après le diable (Hurricane Smith) de Jerry Hopper
- 1953 : Le Triomphe de Buffalo Bill (Pony Express) de Jerry Hopper
- 1955 : Les Rôdeurs de l'aube (Rage at Dawn) de Tim Whelan
- 1961 : Twenty Plus Two (pt) de Joseph M. Newman
- 1965 : Quand parle la poudre (Town Tamer) de Lesley Selander
- 1965 : Représailles en Arizona (Arizona Raiders) de Lesley Selander
- 1968 : Rio Hondo de José Briz Mendez et Gilbert Kay

## Sources
- Jacques Baudou et Jean-Jacques Schleret, Le Vrai Visage du Masque, vol. 1, Paris, Futuropolis, 1984, 476 p. (OCLC 311506692), p. 231-232.
- Jacques Baudou et Jean-Jacques Schleret, Les Métamorphoses de la chouette : Détective-club, Paris, Futuropolis, 1986 (ISBN 978-2-737-65488-6), p. 82-84.
- Claude Mesplède (dir.), Dictionnaire des littératures policières, vol. 1 : A - I, Nantes, Joseph K, coll. « Temps noir », 2007, 1054 p. (ISBN 978-2-910-68644-4, OCLC 315873251), p. 901-902.
- Claude Mesplède et Jean-Jacques Schleret, SN, voyage au bout de la Noire : inventaire de 732 auteurs et de leurs œuvres publiés en séries Noire et Blème : suivi d'une filmographie complète, Paris, Futuropolis, 1982 (OCLC 11972030), p. 900-901.